# Delina Alta
Delina Alta är en ort i Mexiko.   Den ligger i kommunen Ocosingo och delstaten Chiapas, i den sydöstra delen av landet, 800 km öster om huvudstaden Mexico City. Delina Alta ligger 1 178 meter över havet och antalet invånare är 181.
Terrängen runt Delina Alta är kuperad norrut, men söderut är den bergig. Runt Delina Alta är det glesbefolkat, med 16 invånare per kvadratkilometer. Närmaste större samhälle är Ocosingo, 7,5 km söder om Delina Alta. I omgivningarna runt Delina Alta växer i huvudsak städsegrön lövskog.